# Lijst Groessen
Lijst Groessen was een Nederlandse lokale politieke partij in de gemeente Duiven.
De partij was oorspronkelijk opgericht in Groessen, maar kwam op voor alle inwoners van de gemeente Duiven. De partij had twee zetels in de gemeenteraad van Duiven. In 2010 is de partij samen met Gemeente Belangen verdergegaan onder de naam Lokaal Alternatief.